# Phyllomacromia hervei
Phyllomacromia hervei – gatunek ważki z rodziny Macromiidae.